# منتخب كولومبيا لكرة القاعدة
منتخب كولومبيا الوطني لكرة القاعدة (بالإسبانية: Selección de béisbol de Colombia)‏ هو ممثل كولومبيا الرسمي في المنافسات الدولية في كرة القاعدة .